# Beli Potok pri Frankolovem
Beli Potok pri Frankolovem – wieś w Słowenii, w gminie Vojnik. W 2018 roku liczyła 45 mieszkańców.